# 1357
1357 (MCCCLVII) je bilo navadno leto, ki se je po julijanskem koledarju začelo na nedeljo.

## Dogodki

### Stoletna vojna
- začetek leta - Francija, Anglija: po porazu pri Poitiersu in zajetju francoskega kralja Ivana II. se začne v Franciji obdobje postopnega padca v brezvladje. Regentstvo sicer prevzame dofen Karel Valoiški, ki pa mu ne uspe poenotiti stanov, še manj pa zagotoviti mir na podeželju. Odkupnina, ki jo angleški kralj Edvard III. zahteva za francoskega kralja, ki je sprva zaprt v Bordeauxu, je astronomsko visoka. Politični kaos v Franciji izkoristijo razbojniki in razpuščeni najmeniki, ki začno pustošiti po podeželju. Žakerija → 1358
- 5. februar - Dofen ponovno skliče vse stanove. Predstojnik ceha trgovcev Étienne Marcel, ki zastopa interese Tretjega stanu, izsiljuje dofena kot regenta v podpis dokumenta Velika uredba po vzoru angleške Velike listine svoboščin, ki bi fiskalno omejil kralja in zagotovil minimum ustavne monarhije.
- 9. marec - Vojna dveh Petrov: Kastiljci zavzamejo obmejno aragonsko mesto Tarazona.
- 6. april - Francoski kralj Ivan II. iz ječe v Bordeauxu razveljavi sprejeti ustavodajni dokument Velika uredba, ki ga je v njegovi odsotnosti pod pritiski podpisal dofen.
- 8. maj - Vojna dveh Petrov: kastiljski kralj Peter in aragonski kralj Peter IV. skleneta začasno premirje. 1361 ↔
- avgust - Dofen Karel Valoiški izključi Étienna Marcela, glavnega pisca in najbolj energičnega zagovornika Velike uredbe iz Skupščine stanov. Étienne Marcel se obrne na podpornike navarskega kralja Karla II., ki se nahaja v francoskem ujetništvu. Le-ta ima zahtevo po francoski kroni.

- 3. oktober - Škotsko regenstvo in angleški kralj Edvard III. skleneta obvezujočo pogodbo o načinu plačila za odkupnino ujetega škotskega kralja Davida II.. Po plačilu prvega obroka od desetih je škotski kralj izpuščen in se vrne na Škotsko.
- 9. november - Arleux: skupina tridesetih francoskih komandosov osvobodi navarskega kralja Karla II. iz ječe. ↓
- 30. november → Étienne Marcel organizira prihod navarskega kralja Karla II. v Pariz, kjer izpuščeni nagovori tretji stan. Da bi si izboljšal položaj in zagotovil varen umik pred dofenom, izpusti Karel II. Navarski iz ječ vse zapornike in se umakne pod angleško varstvo v Normandijo.
- Obleganje Rennesa, vojna za bretonsko nasledstvo: vojvoda Lancaster, bratranec angleškega kralja, se zaman trudi zavzeti bretonsko prestolnico Rennes. Bretonski vitez Bertrand du Guesclin z gverilsko taktiko onemogoči oskrbo Angležev in jih prisili k umiku. 1363 ↔
- Provansa: poleg ostale Francije so na udaru razbojnikov, ki jih vodi francoski najemnik Arnaud de Cervole[1], provansalske posesti neapeljske kraljice Ivane I.. Tolpa, ki jo vodi omenjeni de Cervole, šteje okoli 2700 razbojnikov, kar je takrat največja tolpa, ki ima že skoraj vojaško moč vojske. 1358 ↔

### Ostalo
- 28. april - Švedska: da bi se izognil državljanski vojni, prizna švedski kralj Magnus IV. za sokralja svojega sina Erika XII., ki je zase zahteval večji del pogače. Mladeniču so naklonjeni predvsem na jugu Švedske in na Finskem. 1359 ↔
- 1. maj - Papeška država: kardinal de Albornoz izda ustavodajni dokument Papeške države Constitutiones Sanctæ Matris Ecclesiæ, ki ostane v veljavi do leta 1816.
- pomlad - Portugalski kronski princ Peter I. se pomiri z očetom in kraljem Alfonzom IV., ki mu je umoril družico in mater štirih njunih nezakonskih otrok Inês de Castro. ↓
- 28. maj → Umre portugalski kralj  Alfonz IV.. Nasledi ga sin Peter. Morilci pobegnejo v Kastilijo. Po legendi ukaže izkopati truplo  umrle družice in jo posede na prestol poleg sebe kot legitimno kraljico. [2]
- 29. maj - Bitka pri Cataniji, Sicilija: pomorska bitka, v kateri združena sicilsko-aragonska flota premaga neapeljsko.
- 18. avgust - Umrlega markiza Saluzza Tomaža II. nasledi sin Friderik II.
- 23. december - Madžarska vojska pod vodstvom kralja Ludvika I. zavzame Zadar. 1358 ↔
- Umrlega nürnberškega mestnega grofa Ivana II. Hohenzollerna nasledi sin Friderik V.
- Zlata horda: invazijska vojska Zlate horde pod vodstvom kana Džanibeka zavzame SZ del propadlega Ilkanata in porazi tamkajšnjo vladajočo hišo Čobanidov. Osvajanja se zaustavijo, ko je v atentatu umorjen Džanibek, kar destabilizira ZH za naslednji dve desetletji. Med 1357 in 1378 se zvrsti 25 kanov. Prvi je sin umrlega Berdi Beg.

- - Druga ilkanatska dinastična hiša, ki je uničena to leto, so Indžuidi v južnem osrednjem Iranu. Uničijo jih sosednji Muzaffaridi, ki za kratek čas okupirajo še ozemlja uničenih Čobanidov. Ta ozemlja pa mikajo tudi sosednje Džalajiride, zato se Muzaffaridi zaradi težav z oskrbo in obnovo uničenih utrdb umaknejo nazaj v osrednji Iran. Tabriza se tako polastijo Džalajiridi.
- Bitka pri Bubatu, Indonezija: vojska Madžapahitskega cesarstva v bitki, ki je bolj pokol, iztrebi kraljevo družino Kraljevine Sunda. Madžapahitski cesar Gadža Mada je svojo novo ženo iz Sunde ponižal na raven priležnice, čemur se je sundska kraljeva družina uprla. Bitka je bila bolj pokol sundske kraljeve družine, ki na dogovorjeno poroko ni prišla z oboroženim spremstvom. Pokol je zbudil gnusen odpor in nepokorščino madžahapitskega dvora, zato so izvedli državni udar in Gadža Mado prisilno upokojili.
- Severna Afrika: marinidski sultan zavzame Tunis in si s tem podredi celotno Ifrikijo. Okupirani Hafsidi nadaljujejo z gverilskim odporom proti Marinidom. Marinidski sultan Abu Inan Faris huje zboli s kugo na vrhuncu zmagoslavja, kar izkoristijo nekateri njegovi vezirji za spletkarjenje okoli nasledstva. 1358 ↔
- Praga, Češka: začetek gradnje Karlovega mostu, ki se pne čez reko Vltavo.
- Firence, Italija: prvi opisani primer gripe, ki je takrat imela zdelo visoko smrtnost.[3]
- Lirey, Francija: prva javna razstavitev Torinskega prta.[4]
- Phitsanulok, Tajska: po naročilu suhotajskega kralja Phra Mahathammarače I. je dokončan budistični tempelj Wat Phra Si Rattana Mahathat.

## Rojstva
- 11. april - Ivan I., portugalski kralj († 1433)
- Art MacMorrough, irski kralj Leinsterja († 1416)
- Fang Xiaoru, kitajski konfucijanski uradnik († 1402)
- Hugo iz Montforta, avstrijski pesnik, minstrel († 1423)
- Peter II. Lusignanski, ciprski kralj († 1382)
- Samsenthai, kralj laoškega kraljestva Lan Xang († 1417)
- Tsongkhapa Losang Zhagba, tibetanski budistični filozof († 1419)

## Smrti
- 18. januar - Marija Portugalska, kastiljska kraljica (* 1313)
- 28. maj - Alfonz IV., portugalski kralj (* 1291)
- 13. julij - Bartolus de Saxoferrato, italijanski pravnik (* 1313)
- 15. avgust - Karel I. Grimaldi, monaški vladar
- 18. avgust - Tomaž II. del Vasto, markiz Saluzza (* 1304)
- 25. oktober - Ibn Džuzaj, monaški literat (* 1321)
- Džanibek, kan Zlate horde
- Ivan II. Hohenzollern, mestni grof Nürenberga (* 1309)
- Malek Ašraf, iranski vladar iz hiše Čobanidov
- Ziauddin Barani, indijski muslimanski zgodovinar (* 1285)